# Presidente Epitácio
Presidente Epitácio este un oraș în São Paulo (SP), Brazilia.